# Душан Недељковић (водитељ)
Душан Недељковић (Београд, 21. август 1964) српски је ТВ и радијски водитељ, стјуард, књижевник и блогер.

## Биографија
У ЈАТ-у је радио као стјуард.
Био је уредник емисије "Ритам срца" на Радију Студио Б (1984-1988). Jедан је од родоначелника комерцијалног јутарњег програма на Радију Б92, уредник и водитељ 2000-2005.
Покретач је демо топ-листе на Студију Б и водитељ култне емисије "Загреј столицу" на Радију Б92.
Објављивао је текстове у више магазина - "Fame", "Преступ", "Плејбој", "Time Out" и "Водич за живот".
У периоду 2015-2016. водио је јутарњи програм "Oсмех за сваки дан" на Радију Лагуна, у пару са Јелицом Грегановић, са којом сарађује још од почетка радијске каријере.
Од 2019. до 2020. био је коаутор подкаста "Можемо само да се сликамо", заједно са Душаном Машићем, Бојаном Маљевић и Тамаром Скроззом.
Под окриљем издавачке куће Маском, 2021. је покренуо подкаст "Трећи свет".
Навијач је Црвене звезде. Живи у Београду, са супругом Бојаном, ћерком Ањом и сином Рашом.

## Дела
Критика његов књижевни стил описује као урбани београдски наратив, а Недељковића његовим доајеном. Владимир Арсенијевић, уредник његових првих романа, сликовито их назива ролеркостер-романима због њихове изразите динамичности и узбудљивости. До првог романа "Понедељак" је дошло након што је један блог Душана Недељковића наишао на позитивне реакције од других корисника Блога Б92, међу којима се нашла и драмска ауторка Биљана Србљановић.
У рецензији романа "Главоња", који аутор назива роман о смаку полусвета, рок-критичар Петар Пеца Поповић наводи: "На нашу књижевну сцену Дуле Недељковић је ступио силним кораком као оригинална карика ланца неодољивих градских волшебника попут Мике Оклопа, Небојше Јеврића и Душана Прелевића. Чедо београдског асфалта и неумерености, панкер, радијски водитељ, блогер, стјуард, звездаш и мангуп од класе, још од првог оглашавања књигом "Понедељак" уредно нуди душу и понос на длану пишући о свом судбинском пртљагу, својим љубавима и заносима, својим сапутницима и својој почетној и коначној луци. Колоритним опсервацијама и драстичним тротоарским хумором, не штедећи никога, понајмање себе, у књизи са аутобиографским елементима – Главоња – по хаосу родног града тражи златно труње урушене генерације којој биолошки и емотивно припада. Прекопавајући по прошлости тог нараштаја успева да много муља алхемијски трансформише у урбану легенду. На ободима колективног лудила, погођен процесом болне одбеоградизације страсно исписује неполиране прилоге за додатна тумачења најплоднијег периода заједничке културе".
Објавио је седам романа:
1. Понедељак, ВБЗ, 2008.
2. Африка, ВБЗ, 2009.
3. Поранио Милорад, Лагуна, 2010.
4. Мамурлук, Booking (касније Mascom Publishing), 2011.
5. Рођени зли, Лагуна, 2015.
6. Одсев, Лагуна, 2017.
7. Главоња, Лагуна, 2020.